# Neagra, Arad
Neagra este un sat în comuna Dezna din județul Arad, Crișana, România.

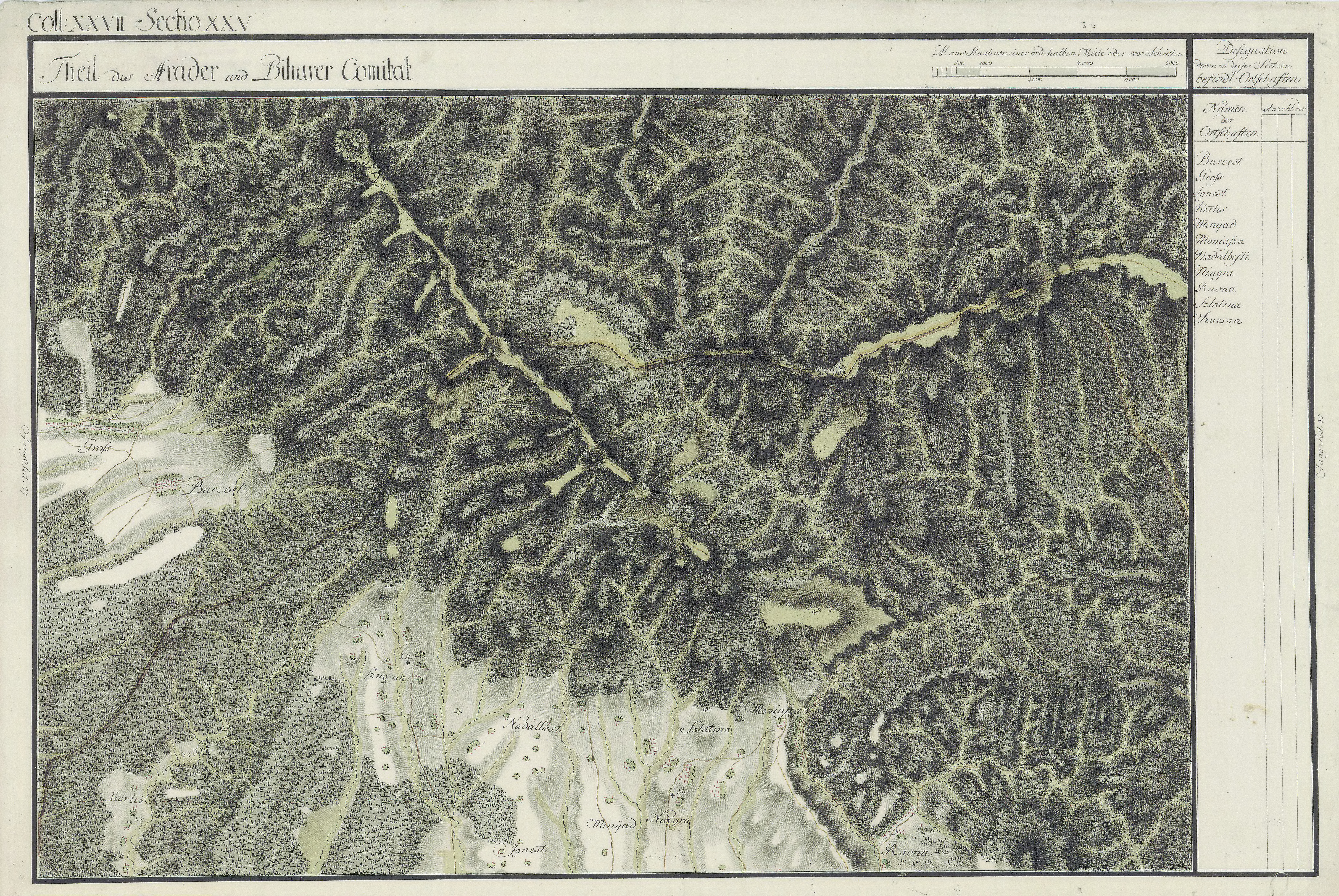
Neagra în Harta Iosefină a Comitatului Arad, 1782-85